# Польовий шпиталь (телесеріал)

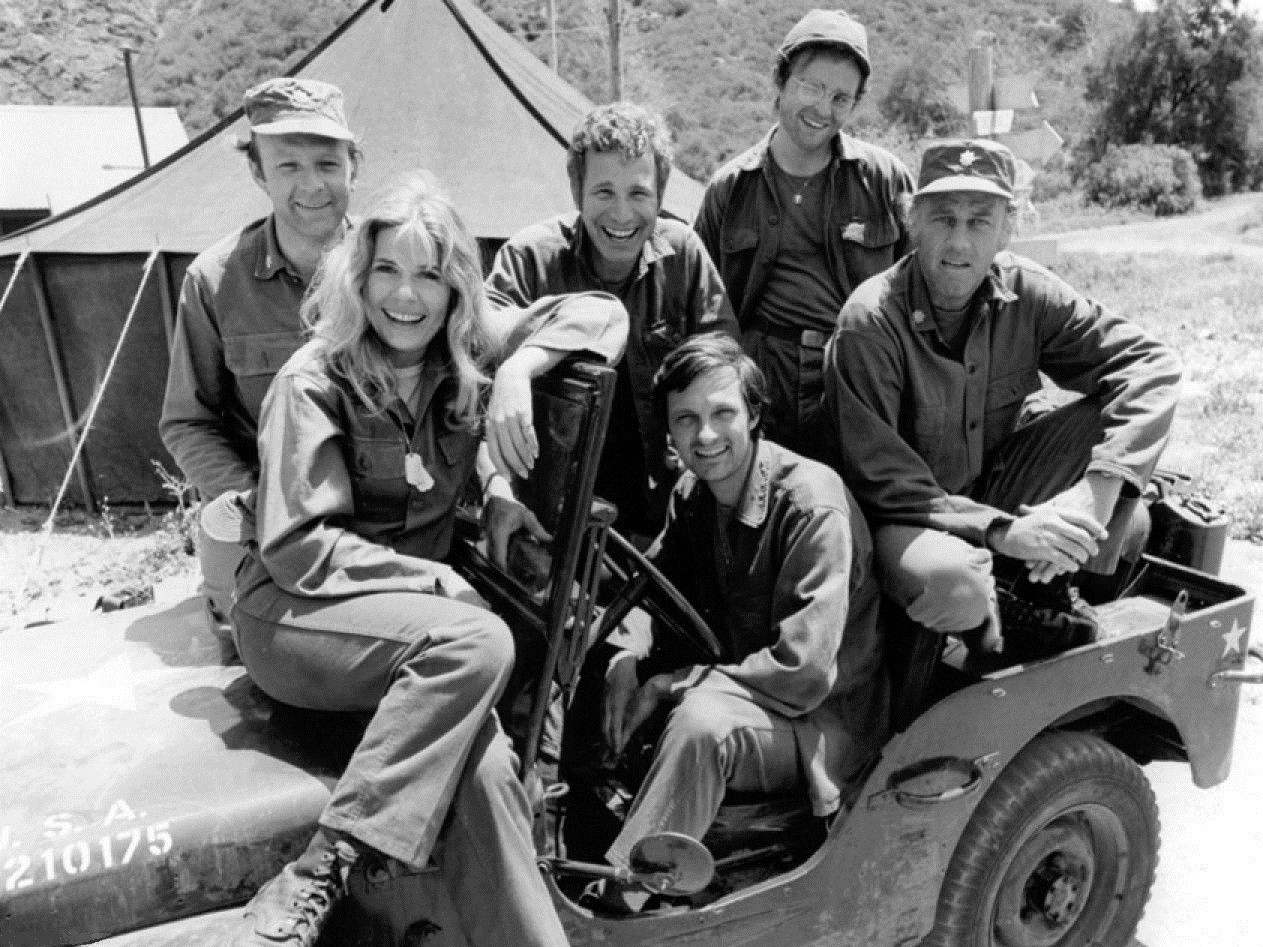

Польовий шпиталь (англ. M*A*S*H) — американський телесеріал, створений за мотивами роману Річарда Гукера «MASH: A Novel About Three Army Doctors» (1968), серії оповідань та повнометражного фільму «M*A*S*H» (1970). Транслювався на каналі CBS з 1972 по 1983 роки.
У серіалі йдеться про життя мобільного армійського хірургічного шпиталю під номером 4077 (MASH — Mobile Army Surgical Hospital), розташованого в Ийджонбу) (Південна Корея) під час Корейської війни. Перша серія вийшла 17 вересня 1972 року, а остання, що вийшла в ефір 28 лютого 1983 року, є і досі рекордною за обсягом телеаудиторії (106 млн глядачів).
Серіал популярний і понині.
Багато сюжетів принаймні перших сезонів засновані на справжніх подіях, переказаних лікарями армійських шпиталів. Як і повнометражний фільм, серіал швидше є алегорією на В'єтнамську війну, котра ще продовжувалась на момент початку виходу серіалу. Продюсери заявляли, що серіал висвітлює війну в цілому, а не розповідає про війну у Кореї.
Серіал переповнений зрозумілим гумором та сатирою. В той же час у ньому піднімаються важливі, деколи драматичні теми. Починаючи з першого та закінчуючи останнім сезоном, серіал поступово відходить від жанру ситуаційної комедії та переростає у жанр драми.